# Вэсакояха (приток Хадуттэ)
Вэсакояха — река в России, протекает по Ямало-Ненецкому АО. Устье реки находится в 179 км по левому берегу реки Хадуттэ. Длина реки составляет 36 км. В 7 км от устья, по правому берегу реки впадает река Вэсакояхатарка.

## Данные водного реестра
По данным государственного водного реестра России относится к Нижнеобскому бассейновому округу, водохозяйственный участок реки — Пур. Речной бассейн реки — Пур.
Код объекта в государственном водном реестре — 15040000112115300062903.